# Kanton Cazouls-lès-Béziers
 Cazouls-lès-Béziers  is een kanton van het Franse departement Hérault. Het kanton maakt deel uit van het arrondissement Béziers. In 2021 telde het 43.421 inwoners.

Het kanton werd gevormd ingevolge het decreet van 26 februari 2014 , met uitwerking op 22 maart 2015, met Cazouls-lès-Béziers als hoofdplaats.

## Gemeenten
Het kanton omvat de 28 volgende gemeenten:
- Autignac
- Cabrerolles
- Causses-et-Veyran
- Caussiniojouls
- Cazouls-lès-Béziers
- Colombiers
- Faugères
- Fos
- Fouzilhon
- Gabian
- Laurens
- Magalas
- Margon
- Maraussan
- Maureilhan
- Montady
- Montesquieu
- Murviel-lès-Béziers
- Neffiès
- Pailhès
- Pouzolles
- Puimisson
- Roquessels
- Roujan
- Saint-Geniès-de-Fontedit
- Saint-Nazaire-de-Ladarez
- Thézan-lès-Béziers
- Vailhan